# ㅁ
ㅁ (mieum - 미음) là một phụ âm của tiếng Triều Tiên. Unicode của ㅁ là U+3141. Khi chuyển tự Hangeul sang Romaja nó tương ứng với chữ "M".

## Giao tiếp đại diện khác
| Loại                  | Loại             | Chữ cái | Unicode | HTML     |
| --------------------- | ---------------- | ------- | ------- | -------- |
| Tương thích Jamo      | Tương thích Jamo | ㅁ      | U+3141  | &#12609; |
| Hangul Jamo vùng      | Chữ đầu          | ᄆᅠ      | U+1106  | &#4358;  |
| Hangul Jamo vùng      | Chữ cuối         | ᅟᅠᆷ      | U+11B7  | &#4535;  |
| Hanyang sử dụng riêng | Chữ đầu          |         | U+F7A8  | &#63400; |
| Hanyang sử dụng riêng | Chữ cuối         |         | U+F8AA  | &#63658; |
| Nửa chiều rộng        | Nửa chiều rộng   | ﾱ       | U+FFB1  | &#65457; |